# Antonio Di Gennaro
Antonio Di Gennaro (Firenze, 1958. október 5. –) olasz válogatott labdarúgó.

## Pályafutása

### Klubcsapatban
1976-ban, 18 évesen mutatkozhatott be a Fiorentina első csapatában. Tehetsége ellenére küzdenie kellett a csapatba kerülésért, mert a posztján játszott a Fiorentina legendás játékosa Giancarlo Antognoni. Mivel nem sikerült bekerülnie tartósan a csapatba kerülnie távozott a Perugiához. Az 1980–81-es szezonban így több lehetőséget kapott, bár a Perugia az idény végén kiesett a másodosztályba.
1981-ben a Hellas Verona csapatához igazolt. Pályafutásnak leghosszabb időszakát itt töltötte el. Előbb feljutottak az első osztályba, majd kulcsjátékosként vette ki részét a klub történetének első bajnoki címéből, amit az 1984–85-ös szezonban értek el. Di Gennaro A Verona színeiben összesen 182 mérkőzésen lépett pályára és 18 gólt szerzett.
1988-ban a Barihoz igazolt. Csapatkapitányaként segített feljutni a Serie A-ba és megnyerni az 1990-es közép-európai kupát. 1991-ben fejezte be a pályafutását.

### A válogatottban
1984 és 1986 között 15 alkalommal szerepelt az olasz válogatottban és 4 gólt szerzett. Részt vett az 1986-os világbajnokságon, ahol csapata mind a négy találkozóján pályára lépett.

## Sikerei, díjai
Hellas Verona
- Serie B (1): 1981–82
- Olasz bajnok (1): 1984–85

## Külső hivatkozások
- Antonio Di Gennaro – a FIFA adatbázisában
- Antonio Di Gennaro adatlapja a National-Football-Teams.com oldalon (angolul)

- Antonio Di Gennaro (francia, angol nyelven). FootballDatabase.eu
- Antonio Di Gennaro (angol nyelven). eu-football.info
- Antonio Di Gennaro (olasz nyelven). figc.it, FIGC. [2016. június 11-i dátummal az eredetiből archiválva]. (Hozzáférés: 2018. július 21.)